# 美国参议院财政委员会
美国参议院财政委员会（英語：United States Senate Committee on Finance）是美国参议院的一个常设委员会，成立於1816年12月10日。该委员会关注税收和其他美國政府收入；美国的债券；公共资金；美国社会安全保险（联邦医疗保险和聯邦醫療補助）；互惠贸易协定；关税和进口配额及其相关事项。它被认为是国会中最强大的委员会之一。

## 外部鏈接
- 官方网站 (Archive （页面存档备份，存于）)
- Senate Finance Committee （页面存档备份，存于）. Legislation activity and reports, Congress.gov.
- History of the Committee on Finance; United States Senate (pdf) （页面存档备份，存于）. 4th ed. Washington, D.C.: Government Printing Office, 1981.